# Mario Bulli
Mario Bulli (Livorno, 7 aprile 1943) è un ex calciatore italiano, di ruolo centrocampista.

## Carriera
Dopo aver iniziato la carriera in IV Serie con il Solvay ed aver disputato 3 gare in Serie C con il Pisa, nella stagione 1963-1964 ha giocato 14 partite in Serie A con la maglia della SPAL.
Negli anni successivi è tornato a giocare in Serie C con Perugia, Siena, Rovereto e Savona.
Attualmente è allenatore del settore giovanile A.i.c.s Rosignano, precisamente dei giovanissimi B "99.